# Uralerpeton
 (janvier 2018).
Si vous disposez d'ouvrages ou d'articles de référence ou si vous connaissez des sites web de qualité traitant du thème abordé ici, merci de compléter l'article en donnant les références utiles à sa vérifiabilité et en les liant à la section « Notes et références ».
Uralerpeton tverdokhlebovae
Genre
Espèce
Uralerpeton est un genre fossile de reptiliomorphes de la famille des Chroniosuchidae, découvert dans les sédiments du Permien supérieur de la région de Vladimir en Russie européenne.
Il a été nommé en 1998 par Valeriy K. Golubev (d), à partir de fragment crâne et d'écailles de tronc. L'espèce type et seule espèce connue est Uralerpeton tverdokhlebovae.

## Description
C'était un grand prédateur avec un crâne de 50 à 55 centimètres de long  et une longueur totale probablement supérieure à 3 mètres.